# آبی نیروی هوایی

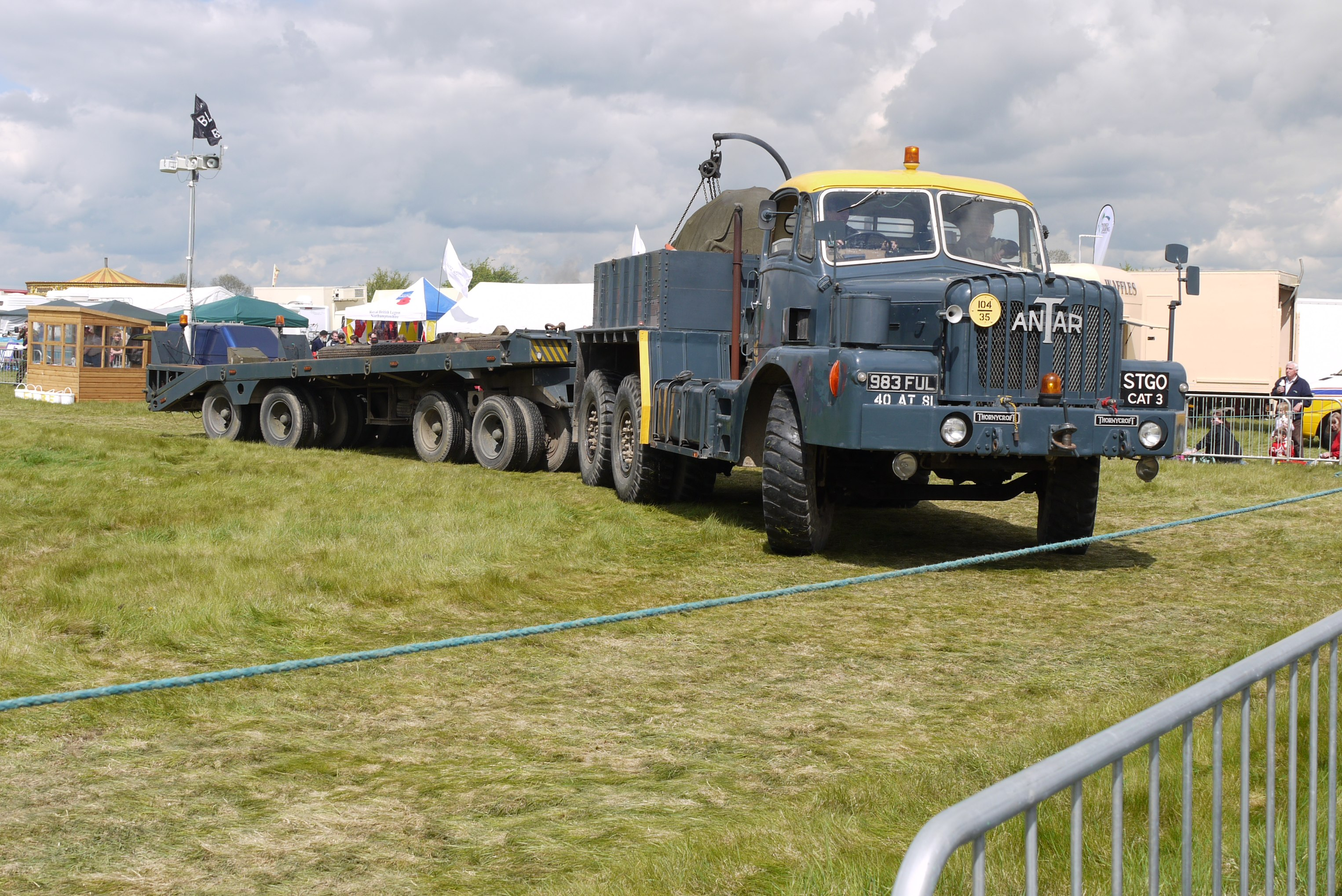
یک دستگاه Thornycroft Antar Mk 3 در طرح رنگ آبی پادشاهی نیروی هوایی

رنگ‌های آبی نیروی هوایی، رنگ‌های گوناگونی هستند که اکثراً رنگ‌های متنوعی از رنگ لاجوردی دارند که خالص‌ترین رنگ‌های آن به رنگ آسمان در یک روز صاف مشخص می‌شود.
برخی از رنگ‌های آبی نیروی هوایی، به ویژه رنگ آبی نیروی هوایی که توسط نیروی هوایی ایالات متحده آمریکا استفاده می‌شود و رنگی که توسط آکادمی نیروی هوایی ایالات متحده آمریکا استفاده می‌شود، ممکن است شبیه به رنگ آبی جایگزین لاجوردی باشد. با این حال، آنها در واقع رنگ‌های تیره لاجوردی هستند، نه آبی.